# Football Club Internazionale Milano 1980-1981
Questa voce raccoglie le informazioni riguardanti il Football Club Internazionale Milano nelle competizioni ufficiali della stagione 1980-1981.

## Stagione
(Ricostruzione di Filippo Grassia e Gianpiero Lotito sulla stagione 1980-81.)

Alessandro Altobelli nella morsa della retroguardia madrilena, nella semifinale di ritorno della Coppa dei Campioni a San Siro

Attesa da una nuova partecipazione alla Coppa Campioni dopo la finale persa contro l'Ajax nel 1972, l'Inter scommise sull'austriaco Herbert Prohaska in seguito alla riapertura delle frontiere: causa la retrocessione in via giudiziaria del Milan al termine del campionato 1979-80, l'unico derby stagionale ebbe luogo in Coppa Italia venendo risolto da Altobelli il 7 settembre 1980.
Lo stesso centravanti contribuì al passaggio del turno in Europa, dapprima contro il romeno Universitatea Craiova — con Muraro a segno nel retour match — e quindi col transalpino Nantes. Tutt'altro che scontata appariva invece la difesa del tricolore, coi nerazzurri sconfitti dalle «prime della classe» Roma e Juventus nel girone d'andata: archiviando la tornata iniziale con un solo punto di ritardo dai capitolini, i campioni d'Italia in carica persero ulteriore terreno facendosi sorprendere da altre pretendenti al titolo quali Napoli e Fiorentina.
Concedendo frattanto l'esordio in Serie A al diciassettenne Bergomi (il quale rilevò Gabriele Oriali contro il Como nella gara del 22 febbraio 1981) la Beneamata riprese il percorso europeo a fine inverno, misurandosi con lo Stella Rossa: il nulla di fatto a San Siro rendeva cruciale la trasferta di Belgrado, con Muraro a risultare ancora l'uomo-partita. Tratta una soddisfazione dal derby d'Italia del 29 marzo 1981, i milanesi cedevano al Real Madrid in semifinale.
Dovendo sopperire al parziale 2-0 dell'andata, il tecnico Bersellini deputò Bergomi alla marcatura di Juanito per un compito cui il giovane difensore assolveva brillantemente: una rete del capitano Bini sembrò accendere le speranze, ma la vittoria dal minimo scarto non fu sufficiente a guadagnare la finalissima. Un quarto posto raggiunto con più ombre che luci — accumulando 8 lunghezze in classifica dalla capolista bianconera — determinava l'ingresso in Coppa UEFA, precedendo l'affermazione nel Mundialito per club del giugno 1981.

## Divise

Carlo Muraro con la terza divisa introdotta in questa stagione, gialla con dettagli nerazzurri

Lo sponsor tecnico per la stagione 1980-1981 fu la Puma.
| Casa | Trasferta | Terza divisa |

## Organigramma societario
Area direttiva
- Presidente: Ivanoe Fraizzoli
- Vicepresidente: Giuseppe Prisco e Angelo Corridori
- Consigliere delegato: Sandro Mazzola

Area organizzativa
- Segretaria: Ileana Almonti

Area tecnica
- Direttore Sportivo: Giancarlo Beltrami
- Allenatore: Eugenio Bersellini
- Allenatore in seconda e preparatore atletico: Armando Onesti

Area sanitaria
- Medici sociali: Mario Benazzi e Luigi Colombo
- Massaggiatore: Giancarlo Della Casa

## Rosa
| N. |                   | Ruolo | Calciatore               |
| -- | ----------------- | ----- | ------------------------ |
|    | Italia (bandiera) | P     | Ivano Bordon             |
|    | Italia (bandiera) | P     | Renato Cipollini         |
|    | Italia (bandiera) | D     | Giuseppe Baresi (I)      |
|    | Italia (bandiera) | D     | Giuseppe Bergomi         |
|    | Italia (bandiera) | D     | Graziano Bini (capitano) |
|    | Italia (bandiera) | D     | Nazzareno Canuti         |
|    | Italia (bandiera) | D     | Roberto Mozzini          |
|    | Italia (bandiera) | D     | Franco Pancheri          |
|    | Italia (bandiera) | D     | Antonio Tempestilli      |
|    | Italia (bandiera) | C     | Evaristo Beccalossi      |
|    | Italia (bandiera) | C     | Domenico Caso            |

| N. |                    | Ruolo | Calciatore           |
| -- | ------------------ | ----- | -------------------- |
|    | Italia (bandiera)  | C     | Gianpiero Marini     |
|    | Italia (bandiera)  | C     | Gabriele Oriali      |
|    | Italia (bandiera)  | C     | Fausto Pari          |
|    | Italia (bandiera)  | C     | Giancarlo Pasinato   |
|    | Austria (bandiera) | C     | Herbert Prohaska     |
|    | Italia (bandiera)  | A     | Alessandro Altobelli |
|    | Italia (bandiera)  | A     | Claudio Ambu         |
|    | Italia (bandiera)  | A     | Angelo Crialesi      |
|    | Italia (bandiera)  | A     | Carlo Muraro         |
|    | Italia (bandiera)  | A     | Amerigo Paradiso     |

## Risultati

### Serie A

#### Girone di andata
| Arbitro: | D'Elia (Salerno) |

|  |           |                                                |
|  | Marcatori | 13’ Pasinato 28’ Bini 54’ Muraro 73’ Altobelli |

| Arbitro: | Prati (Parma) |

|                                                   |           |              |
| Muraro 5’, 74’ Beccalossi 7’ Altobelli 38’ (rig.) | Marcatori | 21’ Selvaggi |

| Arbitro: | Menegali (Roma) |

|              |           |  |
| Lombardi 45’ | Marcatori |  |

| Arbitro: | Bergamo (Livorno) |

|                                         |           |  |
| Altobelli 9’ Oriali 78’ Krol 86’ (aut.) | Marcatori |  |

| Firenze 19 ottobre 1980 5ª giornata | Fiorentina        | 0 – 0 | Inter | Stadio Comunale\| Arbitro: \| Mattei (Macerata) \| |
| Arbitro:                            | Mattei (Macerata) |       |       |                                                    |

| Arbitro: | Barbaresco (Cormons) |

|                           |           |                                            |
| Altobelli 57’, 89’ (rig.) | Marcatori | 2’ (aut.) Bini 12’, 32’, 80’ (rig.) Pruzzo |

| Arbitro: | D'Elia (Salerno) |

|                          |           |  |
| Altobelli 3’, 84’ (rig.) | Marcatori |  |

| Arbitro: | Michelotti (Parma) |

|                             |           |          |
| Brady 51’ (rig.) Scirea 69’ | Marcatori | 79’ Ambu |

| Arbitro: | Ciulli (Roma) |

|               |           |  |
| Altobelli 68’ | Marcatori |  |

| Brescia 14 dicembre 1980 10ª giornata | Brescia       | 0 – 0 | Inter | Stadio Mario Rigamonti\| Arbitro: \| Longhi (Roma) \| |
| Arbitro:                              | Longhi (Roma) |       |       |                                                       |

| Arbitro: | Mattei (Macerata) |

|          |           |              |
| Ambu 41’ | Marcatori | 21’ Graziani |

| Arbitro: | Lattanzi (Roma) |

|  |           |                |
|  | Marcatori | 10’ Beccalossi |

| Milano 18 gennaio 1981 13ª giornata | Inter              | 0 – 0 | Avellino | Stadio San Siro\| Arbitro: \| Michelotti (Parma) \| |
| Arbitro:                            | Michelotti (Parma) |       |          |                                                     |

| Arbitro: | Pieri (Genova) |

|  |           |                 |
|  | Marcatori | 19’, 75’ Oriali |

| Arbitro: | Redini (Pisa) |

|                             |           |                                  |
| Prohaska 30’ Beccalossi 35’ | Marcatori | 18’ (aut.) Canuti 78’ De Giorgis |

#### Girone di ritorno
| Arbitro: | Lops (Torino) |

|                           |           |  |
| Prohaska 8’ Altobelli 38’ | Marcatori |  |

| Arbitro: | Barbaresco (Cormons) |

|            |           |                   |
| Virdis 56’ | Marcatori | 15’ (aut.) Tavola |

| Arbitro: | Mattei (Macerata) |

|                      |           |           |
| Ambu 7’ Prohaska 81’ | Marcatori | 41’ Gobbo |

| Arbitro: | Michelotti (Parma) |

|              |           |  |
| Guidetti 14’ | Marcatori |  |

| Arbitro: | Agnolin (Bassano del Grappa) |

|               |           |                         |
| Altobelli 25’ | Marcatori | 44’ Guerini 48’ Bertoni |

| Arbitro: | Bergamo (Livorno) |

|            |           |  |
| Pruzzo 86’ | Marcatori |  |

| Arbitro: | Prati (Parma) |

|              |           |                            |
| Chimenti 34’ | Marcatori | 65’, 74’ (rig.) Beccalossi |

| Arbitro: | Barbaresco (Cormons) |

|            |           |  |
| Muraro 61’ | Marcatori |  |

| Arbitro: | Bergamo (Livorno) |

|                        |           |                       |
| Fabbri 40’ Dossena 58’ | Marcatori | 77’ (rig.) Beccalossi |

| Milano 12 aprile 1981 25ª giornata | Inter           | 0 – 0 | Brescia | Stadio San Siro\| Arbitro: \| Lattanzi (Roma) \| |
| Arbitro:                           | Lattanzi (Roma) |       |         |                                                  |

| Arbitro: | Ciulli (Roma) |

|  |           |              |
|  | Marcatori | 19’ Prohaska |

| Arbitro: | D'Elia (Salerno) |

|          |           |                               |
| Bini 81’ | Marcatori | 25’ (rig.) Moro 47’ Scanziani |

| Arbitro: | Longhi (Roma) |

|             |           |                                   |
| Vignola 77’ | Marcatori | 15’ Caso 32’ Altobelli 63’ Oriali |

| Arbitro: | Altobelli (Roma) |

|                                                 |           |               |
| Beccalossi 4’ Prohaska 20’ Altobelli 65’ (rig.) | Marcatori | 81’ Fortunato |

| Catanzaro 24 maggio 1981 30ª giornata | Catanzaro          | 0 – 0 | Inter | Stadio Militare\| Arbitro: \| Bianciardi (Siena) \| |
| Arbitro:                              | Bianciardi (Siena) |       |       |                                                     |

### Coppa Italia

#### Primo turno
| Catania 20 agosto 1980 1ª giornata | Catania       | 0 – 0 | Inter | Stadio Cibali\| Arbitro: \| Ciulli (Roma) \| |
| Arbitro:                           | Ciulli (Roma) |       |       |                                              |

| Arbitro: | Paparesta (Bari) |

|            |           |                             |
| Muraro 56’ | Marcatori | 25’ Calloni 60’ De Stefanis |

| Arbitro: | Lo Bello (Siracusa) |

|            |           |             |
| Muraro 79’ | Marcatori | 84’ Vignola |

| Arbitro: | Lattanzi (Roma) |

|  |           |               |
|  | Marcatori | 66’ Altobelli |

### Coppa dei Campioni
| Arbitro: | Stumpf |

|                          |           |  |
| Altobelli 8’ (rig.), 60’ | Marcatori |  |

| Arbitro: | Tokat |

|              |           |           |
| Beldeanu 18’ | Marcatori | 8’ Muraro |

| Arbitro: | Christov |

|                |           |                            |
| Rio 69’ (rig.) | Marcatori | 12’ Altobelli 85’ Prohaska |

| Arbitro: | Aldinger |

|               |           |            |
| Altobelli 29’ | Marcatori | 75’ Amisse |

| Arbitro: | Palotai |

|            |           |            |
| Caso 45+2’ | Marcatori | 75’ Repčić |

| Arbitro: | Vautrot |

|  |           |            |
|  | Marcatori | 13’ Muraro |

| Arbitro: | Corver |

|                            |           |  |
| Santillana 29’ Juanito 47’ | Marcatori |  |

| Arbitro: | Ponnet |

|          |           |  |
| Bini 56’ | Marcatori |  |

## Statistiche
Statistiche aggiornate al 24 maggio 1981.

### Statistiche di squadra
| Competizione       | Punti | In casa | In casa | In casa | In casa | In casa | In casa | In trasferta | In trasferta | In trasferta | In trasferta | In trasferta | In trasferta | Totale | Totale | Totale | Totale | Totale | Totale | D.R. |
| Competizione       | Punti | G       | V       | N       | P       | Gf      | Gs      | G            | V            | N            | P            | Gf           | Gs           | G      | V      | N      | P      | Gf     | Gs     | D.R. |
| ------------------ | ----- | ------- | ------- | ------- | ------- | ------- | ------- | ------------ | ------------ | ------------ | ------------ | ------------ | ------------ | ------ | ------ | ------ | ------ | ------ | ------ | ---- |
| Serie A            | 36    | 15      | 8       | 4       | 3       | 25      | 14      | 15           | 6            | 4            | 5            | 16           | 10           | 30     | 14     | 8      | 8      | 41     | 24     | +17  |
| Coppa Italia       | 4     | 2       | 0       | 1       | 1       | 2       | 3       | 2            | 1            | 1            | 0            | 1            | 0            | 4      | 1      | 2      | 1      | 3      | 3      | 0    |
| Coppa dei Campioni | -     | 4       | 2       | 2       | 0       | 5       | 2       | 4            | 2            | 1            | 1            | 4            | 4            | 8      | 4      | 3      | 1      | 9      | 6      | +3   |
| Totale             | -     | 21      | 10      | 7       | 4       | 32      | 19      | 21           | 9            | 6            | 6            | 21           | 14           | 42     | 19     | 13     | 10     | 53     | 33     | +20  |